# Liste der Bodendenkmale im Landkreis Hildesheim

Landkreis Hildesheim

In der Liste der Bodendenkmale im Landkreis Hildesheim sind die Bodendenkmale im Landkreis Hildesheim aufgeführt. Die Quelle ist der Denkmalatlas Niedersachsen. Die Angaben in den einzelnen Listen ersetzen nicht die rechtsverbindliche Auskunft der zuständigen Denkmalschutzbehörde.
| Bild | Gemeinde         | Bodendenkmalliste                      | Wappen | Lage | Ortsteile |
| ---- | ---------------- | -------------------------------------- | ------ | ---- | --- |
|      | Alfeld (Leine)   | Keine Bodendenkmale ausgewiesen        |        |      | |
|      | Algermissen      | siehe Ortsteile                        |        |      | - Algermissen - Bledeln - Groß Lobke, Lühnde - Ummeln, Wätzum                                                                                           |
|      | Bad Salzdetfurth | Keine Bodendenkmale ausgewiesen        |        |      | |
|      | Bockenem         | Keine Bodendenkmale ausgewiesen        |        |      | |
|      | Diekholzen       | Keine Bodendenkmale ausgewiesen        |        |      | |
|      | Duingen          | Keine Bodendenkmale ausgewiesen        |        |      | |
|      | Eime             | Keine Bodendenkmale ausgewiesen        |        |      | |
|      | Elze             | Keine Bodendenkmale ausgewiesen        |        |      | |
|      | Freden (Leine)   | Keine Bodendenkmale ausgewiesen        |        |      | |
|      | Giesen           | Keine Bodendenkmale ausgewiesen        |        |      | |
|      | Gronau (Leine)   |                                        |        |      | - Banteln - Barfelde-Gronau (Leine) - Betheln, Brüggen - Dötzum, Eddinghausen - Eitzum - Gronau, Haus Escherde, Heinum - Nienstedt, Rheden, Wallenstedt |
|      | Harsum           | Keine Bodendenkmale ausgewiesen        |        |      | |
|      | Hildesheim       | Keine Bodendenkmale ausgewiesen        |        |      | |
|      | Holle            | Keine Bodendenkmale ausgewiesen        |        |      | |
|      | Lamspringe       | Keine Bodendenkmale ausgewiesen        |        |      | |
|      | Nordstemmen      | siehe Ortsteile                        |        |      | - Adensen, Barnten - Burgstemmen - Groß Escherde - Hallerburg, Heyersum - Klein Escherde - Mahlerten, Nordstemmen, Rössing                              |
|      | Sarstedt         | Keine Bodendenkmale ausgewiesen        |        |      | |
|      | Schellerten      | Liste der Bodendenkmale in Schellerten |        |      | |
|      | Sibbesse         | Keine Bodendenkmale ausgewiesen        |        |      | |
|      | Söhlde           | Keine Bodendenkmale ausgewiesen        |        |      | |

Ortsteile in schwarzer Schrift weisen keine Bodendenkmale aus.